# Runzelsporiger Blasenfarn
Der Runzelsporige BlasenfarnCystopteris dickieana, auch Dickies Blasenfarn genannt, ist eine Pflanzenart aus der Gattung der Blasenfarne (Cystopteris) innerhalb der Familie der Wimperfarngewächse (Woodsiaceae).

## Beschreibung

Herbarbeleg aus dem Herbarium Neuchâtel (Bitte keine Pflanzenteile aus Naturbeständen entnehmen)

Der Runzelsporige Blasenfarn ist eine ausdauernde krautige Pflanze und erreicht Wuchshöhen von 10 bis 45 Zentimetern. Die Fiedern sind überlappend bis höchstens fiederspaltig. Die Fiederchen sind zugespitzt oder eiförmig. Die letzten Adernäste laufen in die Fiederspitzen oder Fiederbuchten. Die Sporen sind unregelmäßig runzelig-leistig oder glatt-körnig.
Die Chromosomenzahlen sind 4n = 168, 6n = 252.

## Vorkommen
Der Runzelsporige Blasenfarn kommt in Nordafrika, Europa und Vorderasien vor. Der Runzelsporige Blasenfarn ist in Mitteleuropa selten bis sehr selten. Es gibt Fundorte in Baden-Württemberg, Bayern, Rheinland-Pfalz, Salzburg (möglicherweise ausgestorben), Schweiz und Südtirol.
Der Runzelsporige Blasenfarn gedeiht in Mitteleuropa an feuchten Kalkfelsen in Pflanzengesellschaften des Verbands Cystopteridion.
Die ökologischen Zeigerwerte nach Landolt et al. 2010 sind in der Schweiz: Feuchtezahl F = 3+ (feucht), Lichtzahl L = 4 (hell), Reaktionszahl R = 4 (neutral bis basisch), Temperaturzahl T = 1+ (unter-alpin, supra-subalpin und obers-subalpin), Nährstoffzahl N = 2 (nährstoffarm), Kontinentalitätszahl K = 3 (subozeanisch bis subkontinental).

## Systematik
Die Erstbeschreibung von Cystopteris dickieana erfolgte 1848 durch Robert Sim in Gardeners' Chronicle, Series 2, 2, S. 308. Das Artepitheton dickieana ehrt George Dickie (1812–1882), Professor der Naturgeschichte in Belfast und Professor der Botanik in Aberdeen. Die ersten Pflanzenexemplare wurde aus einer Grotte wenig über dem Meeresspiegel in Schottland südlich Aberdeen gefunden; die dortige Pflanzenpopulation hat sich als tetraploid (n = 84) erwiesen. Eine hexaploide Sippe wurde zuerst vom Foostock im Kanton Glarus aus der Schweiz beschrieben.
Die Stellung und Rang dieses Taxons ist in Diskussion. Häufig wird Cystopteris dickieana als Unterart des Zerbrechlichen Blasenfarns, als Cystopteris fragilis subsp. dickieana geführt. Es dürfte sich hierbei allerdings um eine Mutante von Cystopteris fragilis ohne ein eigenes Areal und ohne eigenständige Ökologie handeln.
Nach Euro+Med ist er als eine Unterart Cystopteris fragilis subsp. dickieana (R.Sim) Hyl. des Zerbrechlichen Blasenfarns (Cystopteris fragilis (L.) Bernh.) anzusehen.